# San Basilio (Sardinien)
San Basilio ist eine italienische Gemeinde (comune) mit 1095 Einwohnern (Stand 31. Dezember 2023) in der Metropolitanstadt Cagliari auf Sardinien. Die Gemeinde liegt etwa 36,5 Kilometer nordnordöstlich von Cagliari.